# Half-Life: Blue Shift
Half-Life: Blue Shift és una expansió del videojoc d'acció en primera persona per ordinador Half-Life, desenvolupat per Gearbox Software amb Valve Software i publicat per Sierra Entertainment el 12 de juny de 2001 (la data establerta originalment era la primavera). Blue Shift és la segona expansió de Half-Life, originalment planejada per acompanyar la versió Dreamcast del joc original. Tot i que la versió Dreamcast va ser cancel·lada més endavant, la versió per a PC es va seguir desenvolupant i va ser publicada com com un producte independent. El joc es va publicar també a Steam el 24 d'agost de 2005.
Com les altres expansions de Gearbox, Half-Life: Opposing Force i Half-Life: Decay, Blue Shift torna a l'escenari i el moment de la història original però amb un personatge jugador diferent: el guàrdia de seguretat de Black Mesa Research Facility, Barney Calhoun. El jugador intenta escapar-se de la invasió alienígena causada per la cascada de ressonàncies i dels esquadrons militars.

## Jugabilitat
Com a expansió de Half-Life, Blue Shift és un joc de tir en primera persona. En general, la jugabilitat de Blue Shift no és gaire diferent de la de Half-Life: els jugadors han d'obrir-se camí pels nivells del joc, han de combatre personatges no jugadors enemics i resoldre diversos trencaclosques per avançar. El joc continua els mètodes de Half-Life d'una narrativa sense interrupcions. El jugador ho veu tot des de la perspectiva en primera persona del protagonista i té el seu control durant gairebé tot el joc. Els esdeveniments de la història es mostren mitjançant l'ús d'escenes programades en lloc de cinemàtiques. El progrés pels escenaris del joc és continu; tot i que el joc està dividit en capítols, les úniques pauses significatives es produeixen quan el joc ha de carregar la popera part d'un escenari.
El jugador lluita sol durant el joc, però a vegades l'ajuden personatges no jugadors aliats. Els guardes de seguretat i els científics ajudaran ocasionalment el jugador a accedir a noves àrees i li revelaran informació de l'argument rellevant. Blue Shift també inclou una secció important basada a mantenir un personatge principal de la història fora del perill dels enemics i escortar-lo fins a un lloc específic. Podem trobar una selecció dels enemics de Half-Life, com ara headcrabs i Vortigaunts. El jugador també es troba oponents humans en forma de marines americans que han estat enviats per eliminar l'amenaça alienígena i silenciar qualsevol testimoni. Blue Shift no aprofundeix en la trama de Opposing Force, l'anterior expansió, i no hi apareix cap personatge ni cap arma introduïda al joc. En canvi, el jugador té accés a una selecció limitada de l'armament del Half-Life original.

## Història

### Escenari
Blue Shift està ambientat en el mateix lloc i període que Half-Life, en un laboratori remot de Nou Mèxic anomenat Black Mesa Research Facility. A Half-Life, el jugador pren el paper de Gordon Freeman, un científic que està implicat en un accident que obra un portal interdimensional al món fronterer de Xen, permetent que els alienígenes de Xen ataquin les instal·lacions. El jugador guia Freeman i intenta escapar-se de les instal·lacions i tancar el portal, viatjant finalment a Xen per fer-ho. Com Oppsing Force, Blue Shift mostra els esdeveniments de Half-Life des de la perspectiva d'un protagonista diferent. El jugador assumeix el paper de Barney Calhoun, un guarda de seguretat que treballa prop dels laboratoris on té lloc l'accident. Calhoun és responsable de la preservació de l'equipament i els materials i del benestar del personal de recerca, i després que l'accident converteixi Black Mesa en un camp de batalla, ha d'unir forces amb el Dr. Rosenberg, un científic d'alt rang involucrat en l'experiment, per evacuar les instal·lacions.

### Argument
Blue Shift comença de manera semblant a Half-Life, amb Barney Calhoun en un tren que va per les instal·lacions de Black Mesa per arribar al seu lloc de feina. Després de presentar-se al servei, Calhoun rep instruccions per ajudar a reparar un ascensor avariat. Quan Calhoun acaba la reparació, però, té lloc l'experiment de Freeman i desemboca una "cascada de ressonàncies" que causa danys greus a les instal·lacions i teleporta criatures alienígenes a la base. L'ascensor és greument danyat i falla, de manera que Calhoun cau en picat a les profunditats de Black Mesa.
Calhoun queda conscient a la part de baix del forat de l'ascensor i comença a obrir-se pas per arribar a la superfície i escapar-se. Quan surt prop del pati de maniobres de Black Mesa, Calhoun descobreix que el Dr. Rosenberg i els seus col·legues planegen escapar-se de les instal·lacions per mitjà de la tecnologia de teleportació. Després d'alliberar el Dr. Rosenberg del destacament de marines americans enviats per silenciar les instal·lacions, Calhoun l'escorta fins a un laboratori de prototips de teleportació fora de servei, on ja s'han reunit molts empleats de Black Mesa. Llavors, Rosenberg teleporta Calhoun al món fronterer de Xen per tal de calibrar l'equip de recerca necessari per detallar un destí de teleportació fora de Black Mesa. Quan torna, Rosenberg l'informa que la bateria del teleportador s'ha acabat i que han perdut el contacte amb un equip que havien enviat per aconseguir una nova bateria.
Calhoun avança pels generadors d'energia fins a un nivell inferior per trobar una bateria nova mentre combat tant els marines com les forces de Xen. Després de tornar amb una bateria nova, Calhoun ajuda Rosenberg a evacuar els pocs supervivents a través del teleportador. Ell és l'últim d'entrar al portal i quan ho fa, els marines irrompen al laboratori i el disparen, fent que el teleportador exploti. Com a resultat de la destrucció del teleportador, Calhoun entra en un "reflux harmònic" i és teleportat ràpidament a diversos llocs de Xen i Black Mesa. En una d'aquestes teleportacions és testimoni de la captura de Freeman pels marines a mig camí de Half-Life, i finalment s'estabilitza a la ubicació de teletransport establerta amb Rosenberg a la perifèria de Black Mesa, on s'escapen de les instal·lacions amb un vehicle tot terreny lleuger de la companyia.

## Desenvolupament
El segon trimestre de l'any 2000 es va anunciar la segona expansió de Half-Life com una part de la propera versió per a Dreamcast de Half-Life. Tot i que la versió principal havia de ser desenvolupada per Captivation Digital Laboratories, la nova expansió la desenvoluparia Gearbox Software, el mateix estudi que va crear Opposing Force. Més tard, l'editor Sierra Entertainment va anunciar oficialment l'expansió el 30 d'agost de 2000, revelant-ne el nom, Blue Shift. La versió Dreamcast del joc havia d'incorporar models i textures molt més detallades que tenien el doble de polígons que els models del joc original. Al European Computer Trade Show del setembre de 2000, es va revelar informació sobre la història i el desenvolupament de Blue Shift, juntament amb la data de publicació, l'1 de novembre de 2000, per la versió Dreamcast de Half-Life. El joc va ser retardat per Sierra per assegurar-se que se satisfeien les "altes expectatives dels consumidors", anticipant la sortida per finals d'any. Les següents setmanes i mesos es va publicar material, vídeos amb fragments del joc i informació de la història. Tot i això, la versió Dreamcast de Half-Life encara no va sortir i el maig de 2001 es va especular que el joc seria cancel·lat. El 16 de juny de 2001, Sierra va deixar el desenvolupament de la versió Dreamcast de Half-Life, citant les "condicionts canviants del mercat" en unes declaracions a la premsa. La revista GamePro, però, va publicar una crítica de 2 pàgines del joc. Finalment, es va filtrar a Internet una versió avançada de la versió Dreamcast, incloent versions completes de Half-Life i Blue Shift.
Tot i que la versió per a Dreamcast de Half-Life es va cancel·lar, Blue Shift va perseverar. Abans que es cancel·lés la versió Dreamcast, Sierra va anunciar el 29 de març de 2001 que Blue Shift seria publicat per a PC. El joc seria publicat com una expansió individual, un producte que no requereix el Half-Life original per funcionar. Els nous models creats per la versió Dreamcast de Half-Life també es van incloure en aquesta versió com a pack Half-Life d'Alta Definició. A més, Gearbox va anunciar que el Pack d'Alta Definició no seria exclusiu per Blue Shift, sinó que també es podria aplicar a Half-Life i a Opposing Force. A l'Electronic Entertainment Expo de 2001,Gearbox va anunciar que el desenvolupament de Blue Shift s'havia acabat i va exhibir una versió final jugable del producte. El joc es va publicar el 12 de juny de 2001.
Blue Shift i el pack d'Alta Definició no apareixien al llançament de Valve a Steam el setembre de 2003, tot i la presència de Half-Life i Opposing Force al sistema. El joc va ser publicat el 29 d'agost de 2005 juntament amb el pack d'Alta Definició. Blue Shift també va formar part de la recopilació de Sierra Half-Life: Generation el 2002 i de Half-Life 1: Anthology, de Valve Software i Electronic Arts el 26 de setembre de 2005.

## Rebuda
Blue Shift va rebre una reacció de les crítiques variada, amb puntuacions generals de 67,40% i 71/100 als llocs web de crítiques GameRankings i Metacritic, respectivament. El joc ha venut unes 800.000 còpies en format físic (aquesta xifra no inclou vendes posteriors a Steam). En una ressenya de IGN, el crític Tal Blevins va dir que la jugabilitat de Blue Shift és "més o menys al que estàvem acostumats de Half-Life" combinant acció i trencaclosques i va dir que els últims eren tots lògics i ben fets, tot i que algun dels trencaclosques basats en els salts eren frustrants". Tot i que IGN va alabar el joc per mantenir la sensació "èpica" de l'original, Blevins va ser crític amb la curta durada del joc. El crític de GameSpot Greg Kasavin va estar d'acord amb moltes de les crítiques de IGN i va dir que "no és que el joc sigui massa fàcil sinó que és extremadament curt" i que Blue Shift "no és gaire bo en els seus propis termes". A més, Kasavin va descriure les millores gràfiques portades pel Pack d'Alta Definició com profitoses, però va dir que "encara no fan que Half-Life sembli un joc nou, molts dels canvis en si mateixos no són molt perceptibles".
Altres crítiques van queixar-se repetidament sobre la similtud de Blue Shift amb jocs anteriors. El crític de GameSpy Jamie Madigan va dir que "el que realment fa que baixi la qualitat del joc és que torna a ser la mateixa cançó". Tot i que va escriure que el jóc "dona la sensació d'uns quants nivells més del joc original, simplement", va dir que això és el que Blue Shift hauria d'haver sigut al principi, ja que en els seus orígens era una extensió de la versió de Dreamcast de Half-Life. Madigan va descriure el mode un jugador com "decent" i va comentar que el Pack d'Alta Definició va fer que el joc "valgués la pena de ser considerat". Eurogamer va criticar reptidament la durada del joc; el crític Tom Bradwell va criticar la intel·ligència artificial del joc i alguns problemes ocasionals que feien que el jugador quedés encallat en una paret. Mark Hill, de PC Zone, va ser més indulgent amb els seus comentaris i va dir que la intel·ligència artificial del joc era "tan intel·ligent com t'esperes que ho sigui la d'un enemic". A més, Hill va alabar el joc per mostrar més activitat a la base, dient que "hi ha tot un món al teu voltant, des de gent menjant en un bar fins a científics fent la bugada. Les instal·lacions estan més actives que mai". Hill també va alabar que se centrés "en una millor interacció amb els científics com a gent propera més que no pas els dos o tres models que estaven clonats per totes les instal·lacions i que sempre repetien les mateixes frases", i va descriure Blue Shift com un "gran èxit". La crítica de PC Zone va acabar comentant que "com a extra de la versió de Dreamcast funciona perfectament, però com a títol individual per ordinador no n'hi ha prou".

## Banda Sonora
- Veure Opposing Force.